# Armin Ehrenzweig
Armin Ehrenzweig (* 15. Dezember 1864 in Budapest; † 29. September 1935 in Graz) war ein österreichischer Rechtswissenschaftler.
Armin Ehrenzweig war jüdischer Herkunft, aber katholisch getauft. Er promovierte 1888 sub auspiciis Imperatoris zum Dr. jur. Er war lange Zeit Richter. An der Universität Wien wurde er 1896 für österreichisches Privatrecht habilitiert und 1901 außerordentlicher Universitätsprofessor. Ab 1913 war er ordentlicher Universitätsprofessor an der Universität Graz.
Er ist auf dem St.-Leonhard-Friedhof in Graz beigesetzt.

## Schriften (Auswahl)
- System des österreichischen allgemeinen Privatrechts, 1920–1925